# Eutrophisation

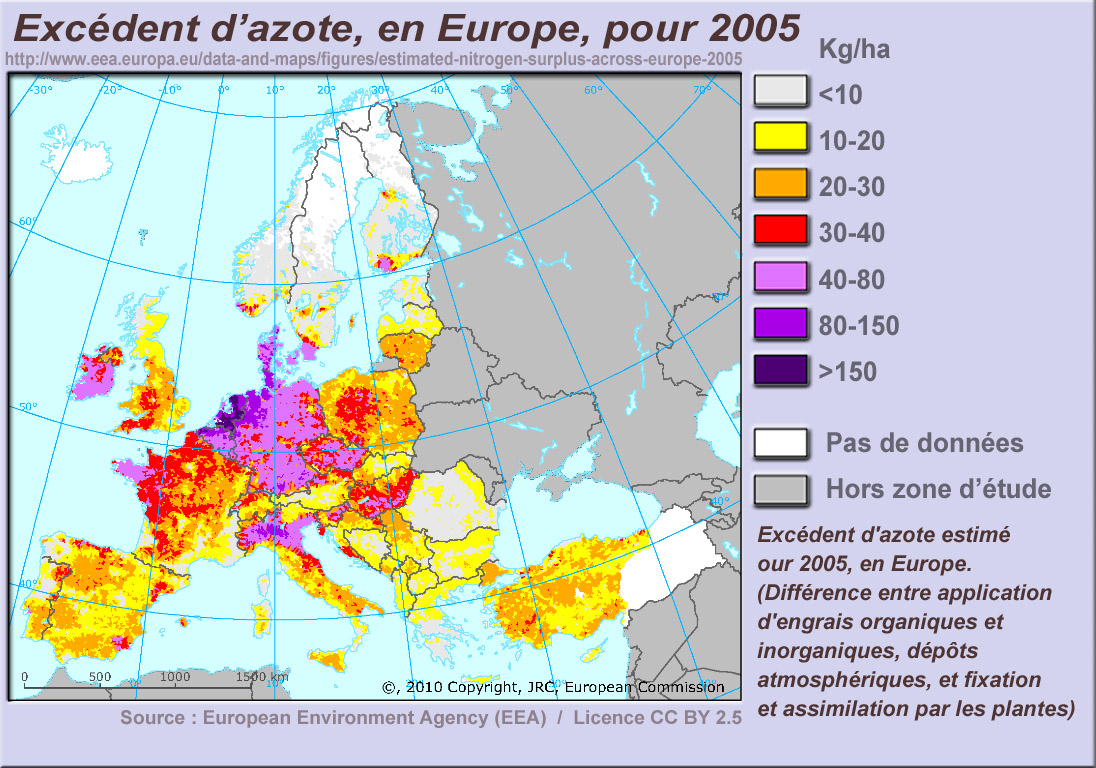
Un excédent significatif à important d'azote est relevé presque partout en Europe et en Turquie (ici pour 2005, selon les données disponibles de la Commission européenne et de l'Agence européenne de l'environnement).

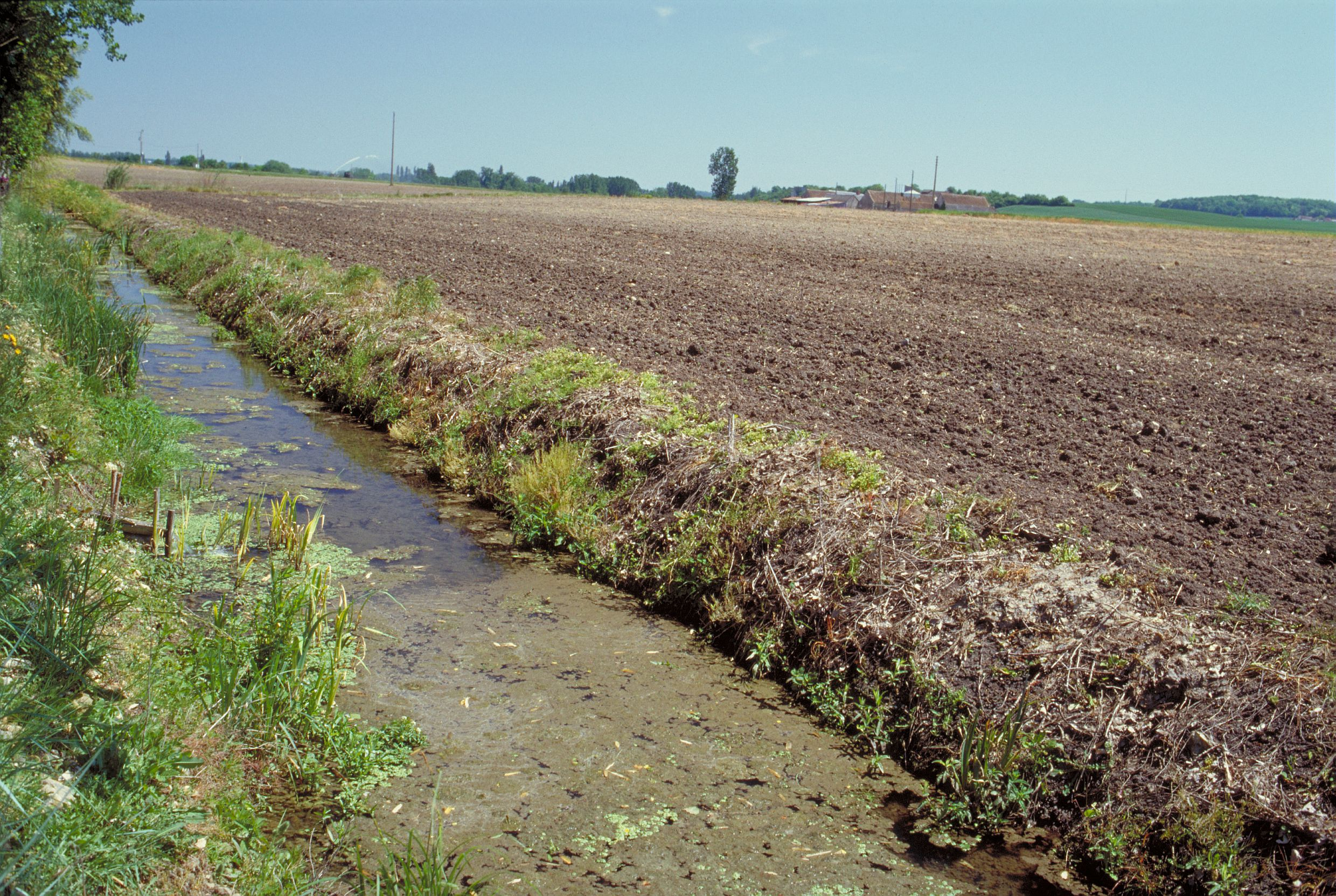
Les fertilisants utilisés pour les cultures (phosphore et azote) dopent la croissance des plantes et des algues dans le ru jouxtant le champ cultivé. En France et en Europe, la mise en place de zones-tampons est obligatoire le long des cours d'eau et des lacs.

Ne doit pas être confondu avec Eutrophique.
L'eutrophisation (du grec ancien : εὖ / eû, « bien », et de τροφή / trophḗ, « nourriture ») est le processus par lequel des nutriments s'accumulent dans un milieu ou un habitat (terrestre ou aquatique),. Les causes sont multiples et peuvent donner lieu à des situations d'interactions complexes entre les différents facteurs. Les nutriments concernés sont principalement l'azote (provenant surtout des nitrates et des eaux usées, ainsi que secondairement de la pollution automobile) et le phosphore (provenant surtout des phosphates et des eaux usées). L'ensoleillement ou la température de l’eau (qui tend à augmenter avec le réchauffement climatique) peuvent exacerber l'eutrophisation.
L'eutrophisation des milieux aquatiques est un déséquilibre du milieu provoqué par l'augmentation de la concentration d'azote et de phosphore dans le milieu. Elle est caractérisée par une croissance excessive des plantes et des algues due à la forte disponibilité des nutriments. Les algues qui se développent grâce à ces substances nutritives absorbent de grandes quantités de dioxygène. Leur prolifération provoque l'appauvrissement, puis la mort de l'écosystème aquatique présent : il ne bénéficie plus du dioxygène nécessaire pour vivre, ce phénomène est appelé « asphyxie des écosystèmes aquatiques ».
Le degré d'eutrophisation décrit l'état trophique (agronomique ou écologique) d'un milieu terrestre ou aquatique ou d'un agroenvironnement où des êtres vivants sont exposés à un « excès » chronique de nutriments. Quand elle a une origine anthropique, depuis les révolutions agricole et industrielle, l'eutrophisation apparait généralement conjointement à une acidification du milieu, qui peut aussi rendre les espèces plus vulnérables à certaines pollutions et maladies. Dans les cas extrêmes, on parle de dystrophisation. L'eutrophisation a des coûts sociaux-environnementaux et juridiques et financiers importants.
Elle existe localement dans la nature (dans les milieux dits « eutrophes » et « mésotrophes »), mais quand elle est anormalement active sur des milieux naturellement pauvres en nutriments elle est considérée comme un phénomène indésirable, voire dangereux pour la biodiversité car l'eutrophisation favorise quelques espèces des milieux « riches » et à croissance rapide (et souvent envahissantes), au détriment de la biodiversité quand elle affecte des milieux naturellement non eutrophes. Elle pose aussi des problèmes de santé environnementale.
Dans les milieux aquatiques, l'eutrophisation peut être source de phénomènes épisodiques ou chroniques d'anoxie du milieu et d'étouffement puis de mort de nombreuses espèces, car dans l'eau, ces nutriments dopent la production de phytoplancton et de quelques espèces aquatiques, en augmentant la turbidité et la sédimentation, ce qui prive le fond et la colonne d'eau de lumière et peut causer l'anoxie périodique ou chronique du milieu, en favorisant des biofilms bactériens et des bactéries dont certaines (cyanophycées) pouvant sécréter des toxines.
Le processus inverse se nomme l'oligotrophisation.

## Histoire sémantique du concept d'eutrophisation
Au contraire d'un milieu oligotrophe (mot désignant un milieu naturellement pauvre en éléments nutritifs), un milieu est dit « eutrophe » quand il est naturellement riche en éléments nutritifs, sans que cela interfère négativement avec ses fonctions écosystémiques et les services écosystémiques fournis par le milieu.
À partir des années 1970, alors que les milieux cultivés, semi-naturels et naturels étaient régulièrement enrichis en engrais ou modifiés par des apports d'eaux usées, de boues d'épuration et retombées atmosphériques riches en azote, le terme « eutrophisation » a été inventé et utilisé pour qualifier la dégradation des grands lacs comme le lac d'Annecy, le lac du Bourget, le lac de Nantua ou le Léman par excès de nutriments (de même pour les réservoirs de barrages,). Au début du XXIe siècle, il a un sens proche de dystrophie et vient souvent comme qualificatif de sens négatif pour des milieux aquatiques d'eau douce ou marins.
Un milieu aquatique pauvre en éléments nutritifs est dit oligotrophe ; dans le cas intermédiaire, on qualifie le milieu de mésotrophe. Les facteurs naturels produisent des milieux plus ou moins chargés en nutriments (hors de toute intervention humaine) ; l'état d'eutrophisation d'un milieu aquatique doit donc être apprécié en fonction du contexte naturel et ne peut pas se baser sur des indicateurs absolus.

## Causes de l'eutrophisation

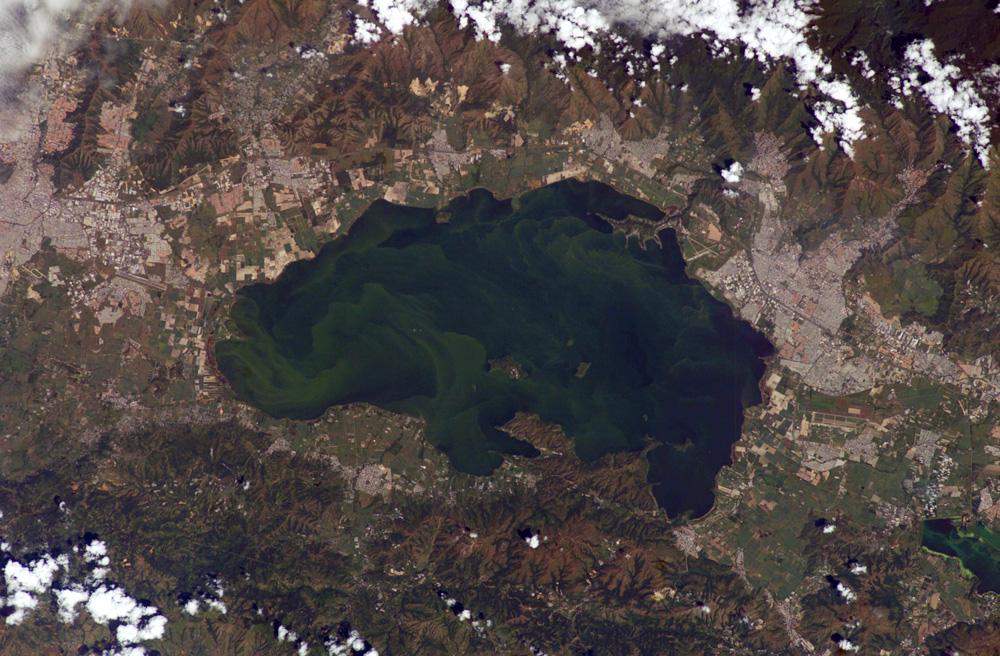
Le lac Valencia (Venezuela) recueille des effluents agricoles, industriels et urbains. Les efflorescences algales sont détectables par satellite.

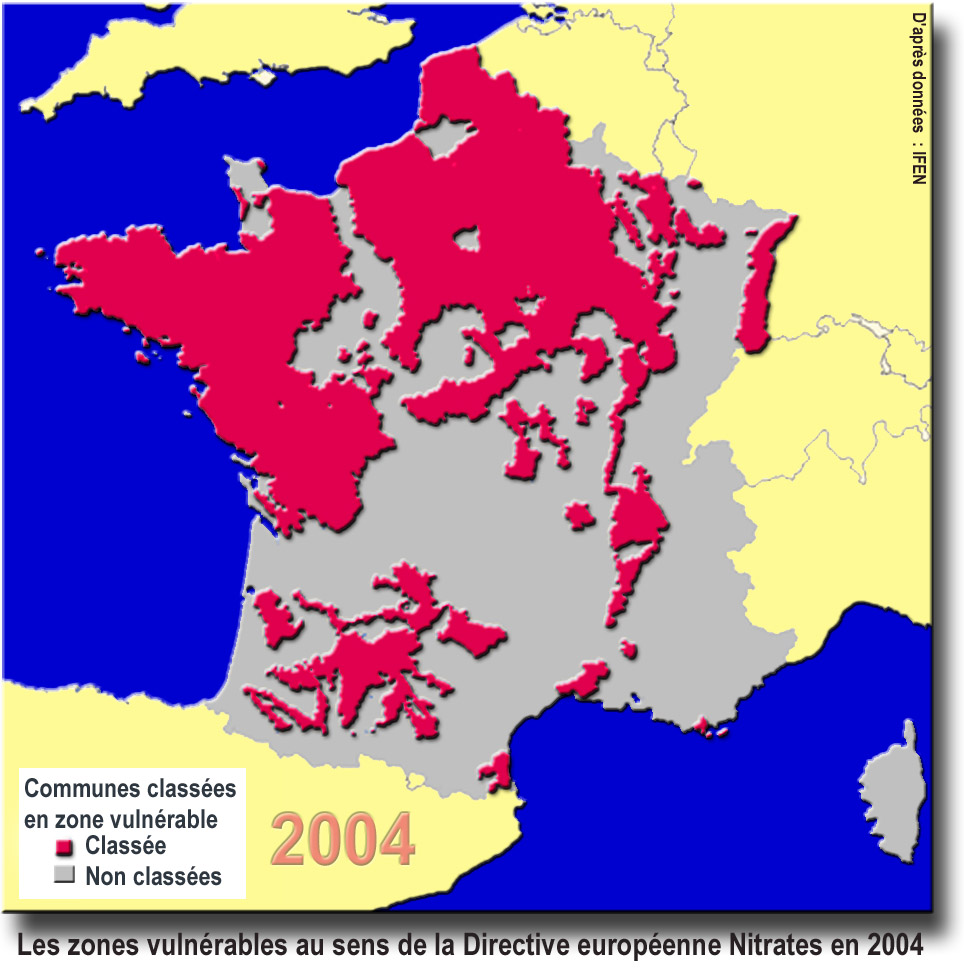
Zones vulnérables (au sens de la Directive Nitrate telle qu'appliquée par la France en 2004)

L'eutrophisation devient un problème écologique et économique quand il y a déséquilibre entre un apport excessif et la consommation naturelle de nutriments par l'écosystème :  
- azote, sa déposition sur terre se présente en deux formes liquides comme en pluie ou de la neige et gazeuse causé par la pollution, l'acidité de la pluie peut aussi influencer la concentration de nutriments dans l'eau[13]. Principalement issue d'une « pollution diffuse »[14] introduit dans le milieu terrestre ou aquatique sous trois formes minérales qui sont l’ammonium (ou azote ammoniacal, le plus directement et rapidement toxique pour les organismes aquatiques), les nitrites (ou azote nitreux) et les nitrates (ou azote nitrique), chacune de ces formes ayant une écotoxicité et une toxicité différente,
- carbone (carbonates, hydrogénocarbonates, matières organiques…) ;
- phosphore, qui est généralement le facteur limitant dans les milieux naturels d'eau douce tandis que l'azote est limitant en milieu marin (loi de Liebig). Ce sont souvent les phosphates (orthophosphates, polyphosphates) qui permettent l'emballement du processus, mais le taux de saturation en phosphore n'est pas à lui seul un bon indicateur de risque[15] ;
- le débit du renouvellement d'eau joue un rôle important dans l'eutrophisation, l'eau stagnante a plus de potentiel à collecter des nutriments qu'une eau renouvelée, il a déjà aussi été prouvé que les terres humides qui ont tendance à sécher entraînent une augmentation concentrée de nutriments qui ultérieurement causera ce phénomène[16].

Ce milieu déséquilibré est dit dystrophe et peut devenir hypertrophe. Pour les trois nutriments évoqués ci-dessus, des variations de conditions du milieu abiotique (oxydo-réduction) ou biotique (sous l'influence de l'activité bactérienne et des racines, ainsi que du métabolisme végétal, fongique et animal) peuvent faire passer l'azote, le carbone et le phosphore de l'une de leurs formes à une autre. Or ces formes sont plus ou moins toxiques ou écotoxiques.
C'est dans les années 1960 avec la subite et rapide dégradation des lacs en aval de zones fortement urbanisées qu'on a pris conscience de ce phénomène.
Ce processus a comme principales origines :
- des rejets industriels ou urbains dans les fleuves des eaux usées ou des boues d'épuration trop riches en nitrates, ammonium, phosphore et matières organiques incomplètement traitées. Cette pollution qui prend une dimension planétaire à la fin de XIXe siècle, est efficacement jugulée lorsque les villes s'équipent de stations d'épuration avec des niveaux de traitement plus élevés[18] ;
- l'adjonction de polyphosphates dans les lessives. La réduction puis l'interdiction de ces phosphates dans les lessives permet d'enrayer cette première crise moderne associée à l’eutrophisation et qui remonte aux années 1970[18] ;
- des épandages agricoles de fumiers, lisiers ou engrais chimiques trop fréquents ou trop concentrés (en azote et phosphore). Une carence en potassium peut parfois aussi être en cause ;
- la déforestation et les coupes rases qui aggravent le ruissellement du phosphore (doublement ou triplement des teneurs de l'eau en aval après la coupe au Québec selon Carignan et al, 2000 et des nitrates (augmentation d'un facteur 6 au Québec), et les incendies de forêts qui sont suivis d'une augmentation des nitrates dans l'eau de ruissellement (jusqu'à 60 fois plus, selon des mesures faites au Canada)[19],[20],[21]…

La conjonction de ces phénomènes a fait de l'eutrophisation un processus fréquent, atteignant même les zones océaniques, pouvant provoquer l'extension de zones mortes), ou le développement d'algues toxiques, telles Dinophysis, sur les littoraux, par exemple en Bretagne (France). Dans certaines régions, comme en Bretagne, les marées vertes et certaines algues toxiques semblent principalement dues au rejet du lisier provenant de l'élevage porcins (densément implanté en Bretagne).
Dans l'acception courante, l'eutrophisation est donc souvent synonyme de pollution, bien que cette dernière puisse revêtir bien d'autres aspects : contamination biologique (bactéries, parasites…), chimique (pesticides, métaux, solvants…) ou physique (chaleur, radionucléides…).
La pêche en milieux fermés ou cours d'eau très lents (canaux notamment) est une cause d'eutrophisation voire d'anoxie (eau) lorsque les réempoissonnements sont excessifs ou que des boules d'amorce riches en nutriments sont jetées dans des étangs fermés, canaux ou cours d'eau à courant lent (cause de turbidité). Une étude récente a montré que la pêche en mer est aussi à l'origine d'un impact important sur le cycle marin de l'azote.
Toutefois, les principaux facteurs de maîtrise sont connus : réduire les apports du bassin versant en phosphore (pour les cours d'eau, lacs et lagunes littorales) et en nitrates (impactant pour les lagunes littorales), améliorer la qualité physique du milieu (lutter contre l'érosion des sols, contre la diminution des zones humides périphériques des plans d'eau et lagunes, etc.).

## Milieux touchés

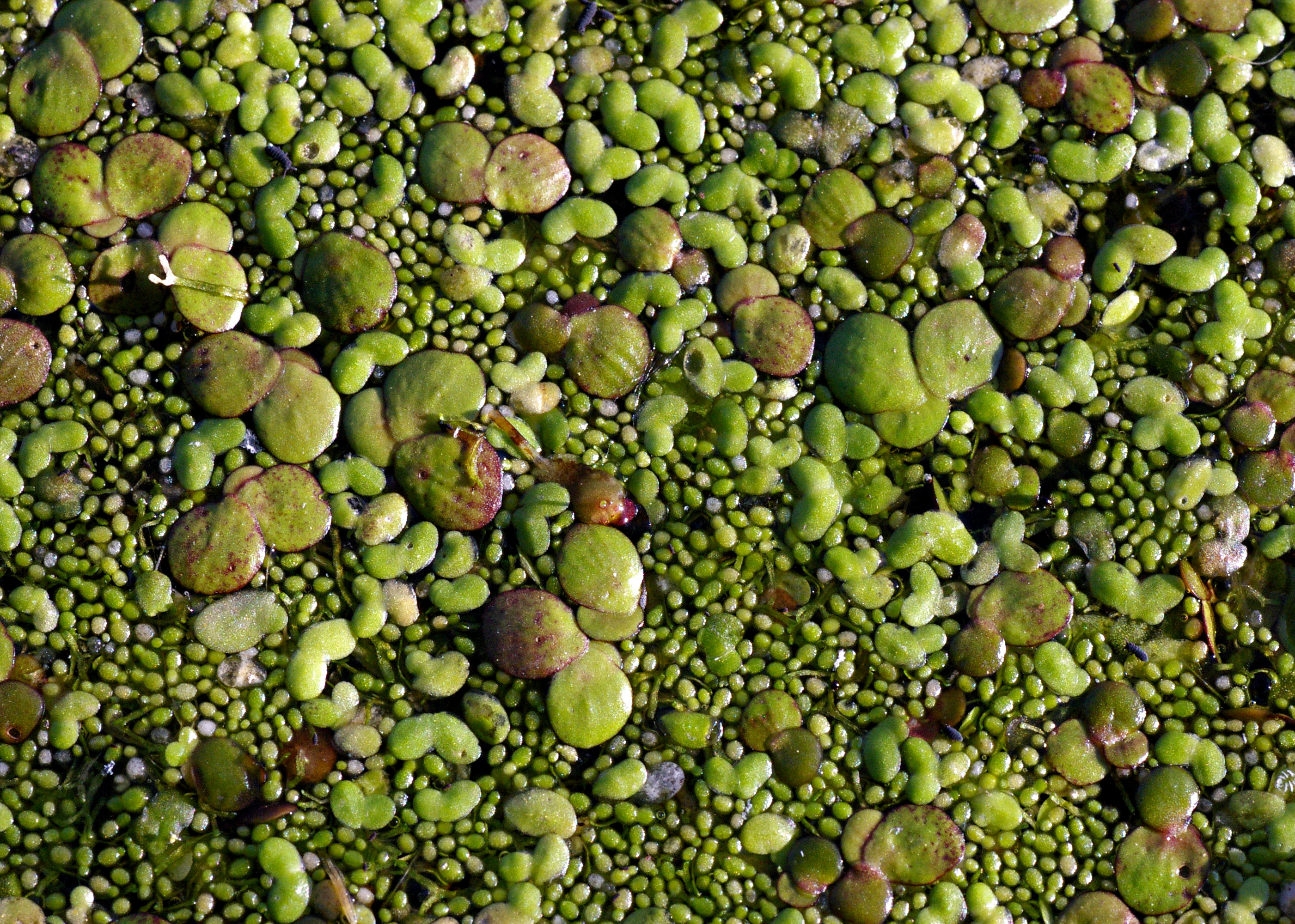
Les nitrates étant très solubles dans l'eau, les zones humides sont les milieux où l'eutrophisation est la plus directement et manifestement visibles : Par exemple, en grande quantité, Spirodela polyrhiza et Lemna minor sont des indicateurs d'eutrophisation.

Bien qu'il puisse aussi contenir des nutriments (nitrates, rabattus au sol par les pluies notamment), on ne parle pas d'eutrophisation de l'air (ou de l'atmosphère), car l'air n'est pas considéré comme un milieu vivant ou un habitat où une espèce pourrait accomplir la totalité de son cycle de vie en tant que tel. Le cycle de l'azote est néanmoins un cycle biogéochimique qui se déroule dans les trois milieux eau-air-sol et à leurs interfaces.
De manière générale, la notion d'eutrophisation décrit une modification ou une altération écologique du milieu (qui est à la fois une source et une conséquence). Dans ce domaine (comme dans d'autres, il existe un lien fort entre « eau » et « sol » notamment car les nitrates sont particulièrement solubles dans l'eau (qui est le vecteur principal de l'azote et du phosphore dans la plupart des cas d'eutrophisation ou de dystrophisation).
La notion d'eutrophisation décrit aussi les « réponses » de l'écosystème et du milieu concernés à l'apport de nutriments « supplémentaires ». On distingue généralement l'eutrophisation des sols et l'eutrophisation des milieux aquatiques, mais l'eau et les sols sont en interactions constantes du point de vue des échanges de nutriments et du cycle biogéochimique des nutriments. Les végétaux et les bactéries jouent un rôle majeur dans ces cycles.
Certains scientifiques vont cependant plus loin et n'hésitent pas à parler d'une eutrophisation généralisée de la biosphère (Peterson, B. J., & Melillo, J. M. (1985). The potential storage of carbon caused by eutrophication of the biosphere. Tellus B, 37(3), 117-127), ce qui ne signifie pas qu'elle soit homogène (et dans un contexte général d'eutrophisation, il peut exister des sols dont les complexes argilo-humiques ont été dégradés qui se sont appauvris en nutriments).

### Eutrophisation des milieux aquatiques et des zones humides

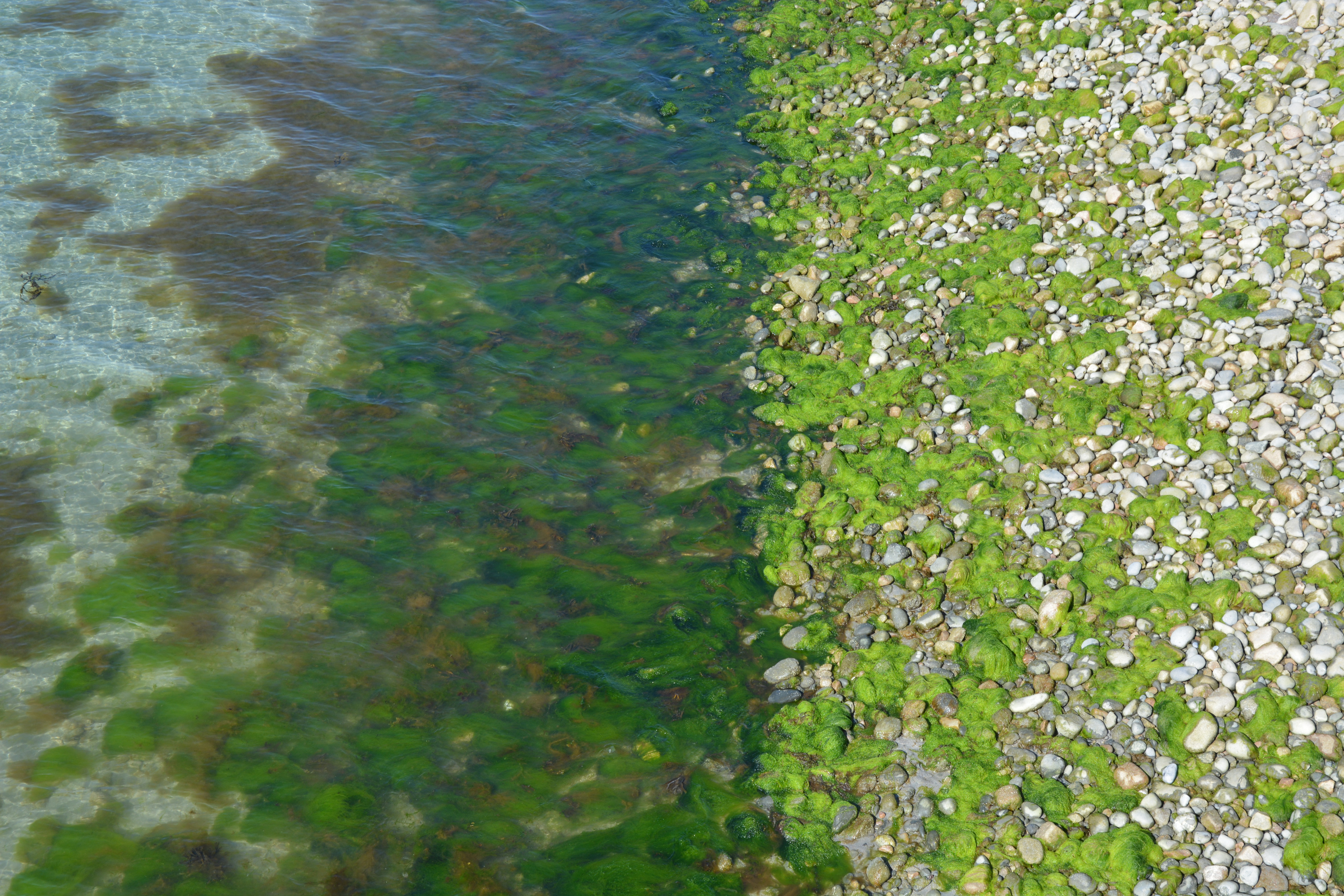
L'eutrophisation des bassins versants et des eaux côtières entraine la prolifération d'algues vertes au bord de mer, pouvant contribuer dans certains cas à l'apparition de marées vertes

Pour l’Organisation de coopération et de développement économiques l'eutrophisation de l'eau est l'« enrichissement des eaux en matières nutritives qui entraîne une série de changements symptomatiques, tels que l’accroissement de la production d’algues et de macrophytes, la dégradation de la qualité de l'eau et autres changements symptomatiques considérés comme indésirables et néfastes aux divers usages de l'eau ».
Elle peut concerner ou affecter les eaux douces (les plus concernées car proches des sources anthropiques de nitrates et phosphates), mais aussi saumâtres et salées (marines ou intérieures), le milieu marin (profond ou superficiel), des berges ou des sédiments, et en particulier :
- les eaux dormantes (mares riches en feuilles mortes ou collectant des eaux usées, des eaux polluées par des engrais, étangs, lacs, lagunes[27]) ;
- les cours d'eau ayant un débit faible ou qui accueillent des effluents trop riches ou en trop grandes quantités issus par exemple, d'exploitations agricoles, humaines ou industrielles ;
- les estuaires, golfes, baies et autres étendues semi-fermées où l'eutrophisation est plus visible. Cette eutrophisation est en partie due au fait que ces milieux sont situés à l'aval des bassins versants qui drainent de grandes quantités de nutriments, surtout quand le ruissellement y a été accentué par les activités humaines (labour, drainage, déforestation, imperméabilisation, etc.). Ainsi, l'ONU alertait en 2003 dans son rapport GEO 3 sur le fait qu'en 1998, plus de 60 % des estuaires et baies des États-Unis étaient « modérément ou gravement dégradés par la contamination causée par les éléments nutritifs », en particulier à cause des apports d'azote principalement[28]. Une centaine de zones mortes sont apparues en mer, en aval des estuaires. La plus grande mesure plus de 20 000 km2, en aval du Mississippi.

### Eutrophisation des milieux terrestres
Tout sols vivant et fonctionnels contient au moins un peu d'eau. Les plantes terrestres pompent de l'azote et du phosphore dans l'eau, et les sols perdent une partie de leurs nutriments dans l'eau, qui transportent aussi de l'azote et du phosphore issu des excrétas, excrément, urines et de la décomposition de la matière organique et de la nécromasse.
Un phénomène général d'« eutrophisation des sols » naturels et agricoles est constaté dans une grande partie du monde par les agronomes et pédologues dont en France par l'Inra, et plus largement en Europe et dans tous les pays riches. Le droit européen de l'environnement prend ce problème en compte via notamment la Directive cadre sur l'eau, la Directive nitrate et des « plafonds d'émission nationaux de certains polluants atmosphériques » et la lutte contre les pollutions transfrontières.
Dans le monde de la recherche, les spécialistes du domaine, à l'Institut national de la recherche agronomique par exemple en France, cherchent aussi à mieux comprendre les processus d'« eutrophisation des sols ». Des chercheurs alertent sur le fait que le développement de solutions présentées comme vertes (agrocarburants par exemple) peut aussi contribuer à aggraver l'eutrophisation.
Les espèces qui profitent le plus de l'eutrophisation sont souvent aussi des « mange-lumière » (c'est-à-dire qu'elles inhibent le développement des autres espèces en les privant de lumière.
Des relations complexes existent entre l'azote et le phosphore, avec des relations d'aggravation ou au contraire de pondération du phénomène d'eutrophisation (selon les conditions biogéochimiques et édaphiques qui semblent également jouer un rôle atténuateur, neutre ou aggravant selon les cas.

## Évolution de l'eutrophisation à l'échelle mondiale
Les phénomènes d’eutrophisation ont été observés dès le début du XXe siècle, principalement dans les zones urbaines et industrielles de l’hémisphère nord. « Entre les années 1970 et 1990, l’action publique dans ces pays s’est concentrée sur le traitement des pollutions industrielles et domestiques, avec des effets positifs observés par exemple sur le lac Léman ou le lac Erié ». Depuis la situation s’est de nouveau dégradée, notamment dans les zones côtières où « le nombre et l’emprise des zones très pauvres en oxygène en milieu ont triplé depuis les années 1960. En 2010, on recensait 500 zones sur une superficie de 245 000 km2 : mer Baltique, Grands Lacs laurentiens, baie de Chesapeake, golfe du Mexique, de très nombreux lacs et zones côtières en Chine, le lac Victoria, les côtes bretonnes, les lagunes méditerranéennes, etc. ». Ces données sont issues de l’expertise scientifique collective réalisée par des experts du CNRS, de l’Ifremer, de l'Inra et d'Irstea sur la base d’un ensemble de 4 000 références bibliographiques, et rendue publique en 2017. Les experts ont notamment pointé les effets à venir du changement climatique qui va affecter l’ensemble des mécanismes intervenant dans l’eutrophisation et en amplifier les symptômes : transfert au sein des bassins versants, physico-chimie des milieux, dynamique des réseaux trophiques, etc..

### Cas des grands lacs d'Amérique du Nord
Dans les années 1950 à 1970, les Grands Lacs d'Amérique du Nord étaient devenus les déversoirs naturels d'égouts des villes riveraines et de l'amont et du ruissellement agricole des bassins environnant. Riche en azote et en phosphore, l'urine des habitants suffisait à fortement dégrader la qualité du milieu aquatique.
À cela s'ajoutaient d'autres pollutions comme celles liées au lessivage des intrants agricoles et celles issues des nombreux engins à moteur de l'époque, très polluants, qui pouvaient contaminer les eaux par le lessivage de leurs fumées et leurs rejets d'huile et de plomb tétraéthyle.
Le lac Érié, l'un des Grands Lacs, était qualifié dans les années 1950 de « Dead Sea of North America ». À la suite d'un ambitieux programme de réduction de phosphore, son état s'est amélioré progressivement dans les années 1990. Il a cependant connu des épisodes très sévères de proliférations de cyanobactéries en 2001 et 2014 qui a donné lieu à un programme d'investigation et de travaux scientifiques pour comprendre les causes du phénomène et bâtir des stratégies d'action (contrôle des efflorescences de cyanobactéries en agissant sur le rapport N:P par exemple).

### Cas du lac Léman
De 1957 à 1977, les concentrations de phosphore ont été multipliées par neuf dans les eaux du lac Léman, ce qui a conduit les autorités à engager un programme de remédiation des émissions de phosphore d'origine urbaine (près d'un million de riverains et 500 000 touristes) basé sur l'interdiction des lessives phosphatées (Suisse 1986, France 2007) et l'équipement de déphosphatation des stations d'épuration. Quarante ans après, le taux est passé de 80-90 microgrammes/L à 20 µg/L. La CIPEL s'est fixé un objectif à 10–15 µg/L en 2020.
Des améliorations récentes très nettes ont aussi été constatées sur le lac du Bourget qui a fait également l'objet d'un plan de restauration, qui a permis l'amélioration de la qualité des eaux et le retour d'une espèce emblématique du lac, le lavaret.

### Cas de la mer Baltique
L’environnement de la mer Baltique est unique et fragile, les activités humaines exercées ont ultérieurement influencé la vie des espèces marines, la population des pays qui entourent l’océan sont maintenant concernés par son état environnemental ; par conséquent, les pays du Baltique ont fini par s'unir en créant la « convention pour la protection de la mer Baltique » dite « Convention d'Helsinki ».

## Sources de nutriments causant l'eutrophisation
Les nutriments accèdent la mer Baltique a travers les rivières, un lien de décharge direct de sources.
situés tout au long de ligne côtière mais aussi via la déposition atmosphérique.

## Processus
L'eutrophisation peut se décomposer en plusieurs étapes :
1. Des nutriments phosphorés et azotés, notamment des orthophosphates et nitrate, sont déversés en grande quantité dans le milieu aquatique ;
2. Les eaux ainsi enrichies permettent la multiplication rapide d'espèces aquatiques (efflorescence algale, ou bloom), en particulier la prolifération d'algue ou de Cyanobactéries[43]. Ces espèces sont difficilement éliminées par les organismes présents dans l'écosystème[44]. Elles vont donc se minéraliser et tomber au fond du milieu aquatique ;
3. La décomposition de la matière organique morte favorise la croissance des bactéries hétérotrophes qui consomment de l'oxygène dissous. Le dioxygène étant très limité dans l'eau (environ 30 fois moins que dans le même volume d'air), celui-ci est rapidement épuisé. Le développement éventuel de plantes flottantes — telles les lentilles d'eau (Lemna sp.), empêche le passage de la lumière et donc l'effet naturellement désinfectant des UV solaires, ainsi que la production photosynthétique d'oxygène dans les couches d'eau inférieures, tout en gênant les échanges gazeux avec l'atmosphère. La consommation d'O2 devient supérieure à la production d'O2 ;
4. Le milieu devient alors facilement hypoxique puis anoxique, favorable à l'apparition de composés réducteurs et de gaz délétères (thiols, méthane) ;
5. Des synergies aggravantes sont fréquentes avec l'acidification des océans, l'acidification des sols et le phénomène dit de pluies acides notamment observée dans les landes et en Forêt[45]. L'acidification, comme l'eutrophisation touche à la fois des milieux terrestres et aquatiques, parfois à longue distance via des apports aéroportés d'eutrophisants qui contribuent à des phénomènes d'eutrophisation transfrontaliers[46], via les précipitations notamment (cf Galloway, J. N., & Cowling, E. B. (1978). The effects of precipitation on aquatic and terrestrial ecosystems: a proposed precipitation chemistry network. Journal of the Air Pollution Control Association, 28(3), 229-235.)

Les oiseaux d'eau via leurs fientes et en raison de densité de population pouvant être très élevées sur les points migratoires et les zones de nidifications contribuent (via leur alimentation à la dispersion de leurs fientes) à transporter des nutriments d'un point à un autre, avec des effets tantôt localement réducteurs ou tantôt aggravants de l'eutrophisation.
Il peut résulter des processus listés ci-dessus la mort d'organismes aquatiques aérobies — insectes, crustacés, poissons, mais aussi végétaux —, dont la décomposition, consommatrice d'oxygène, amplifie alors le déséquilibre et entretient un cercle vicieux (Zone morte).

## Effets

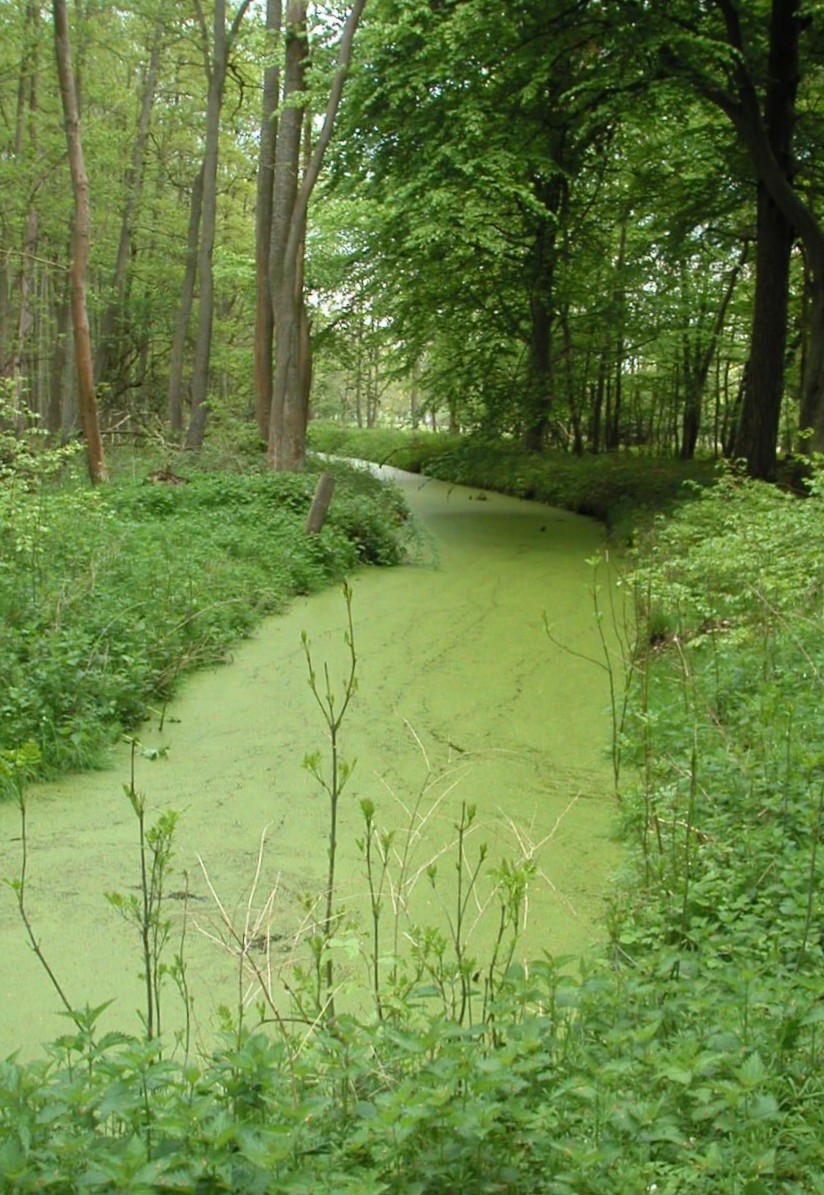
Les eaux lentes polluées par les nitrates sont propices au développement des lentilles

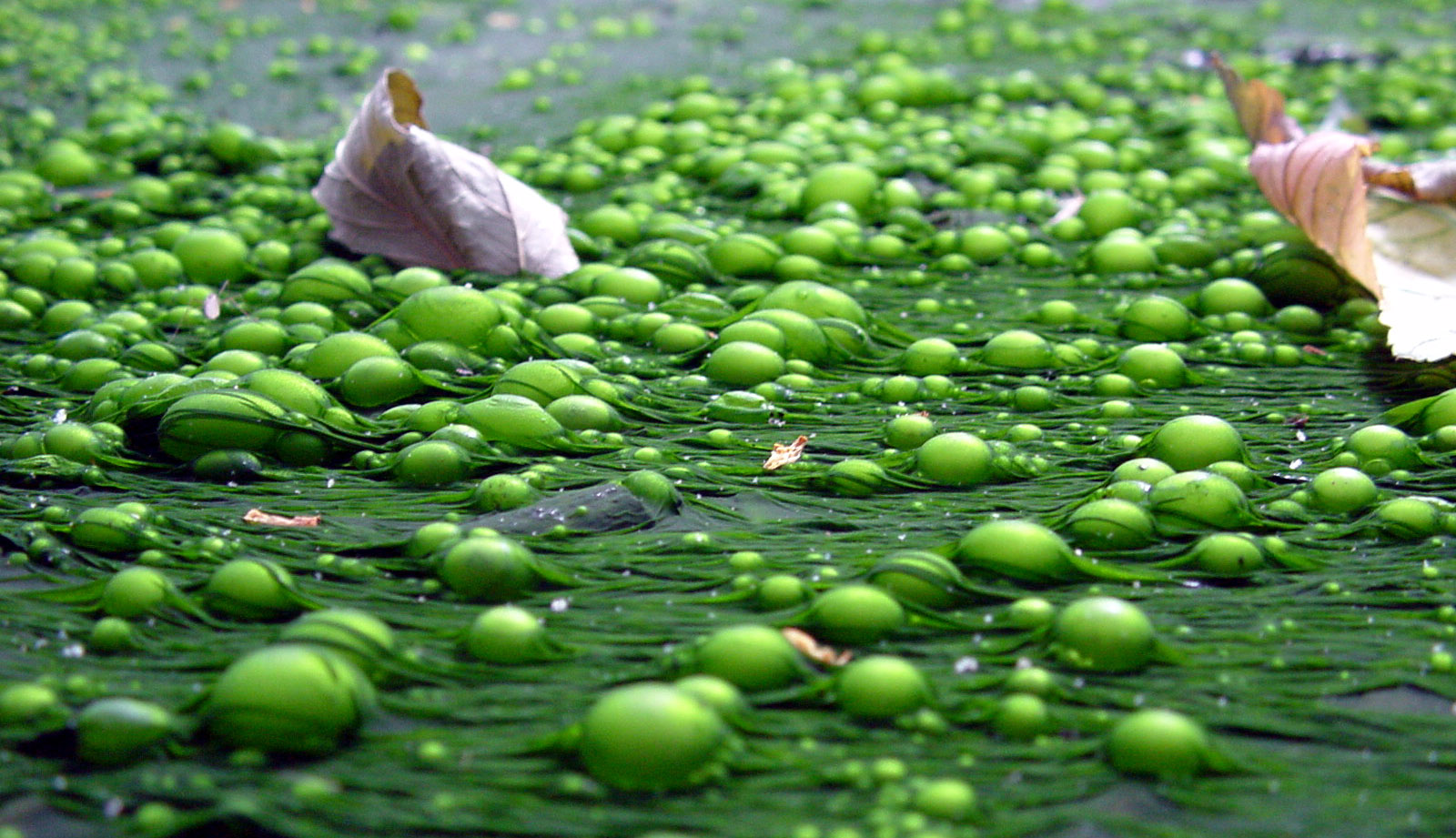
Par forte chaleur, un voile d'algues et de bactéries peut couvrir l'eau stagnante et piéger les bulles de gaz. Ce type de bloom ne dure généralement pas plus de deux semaines.

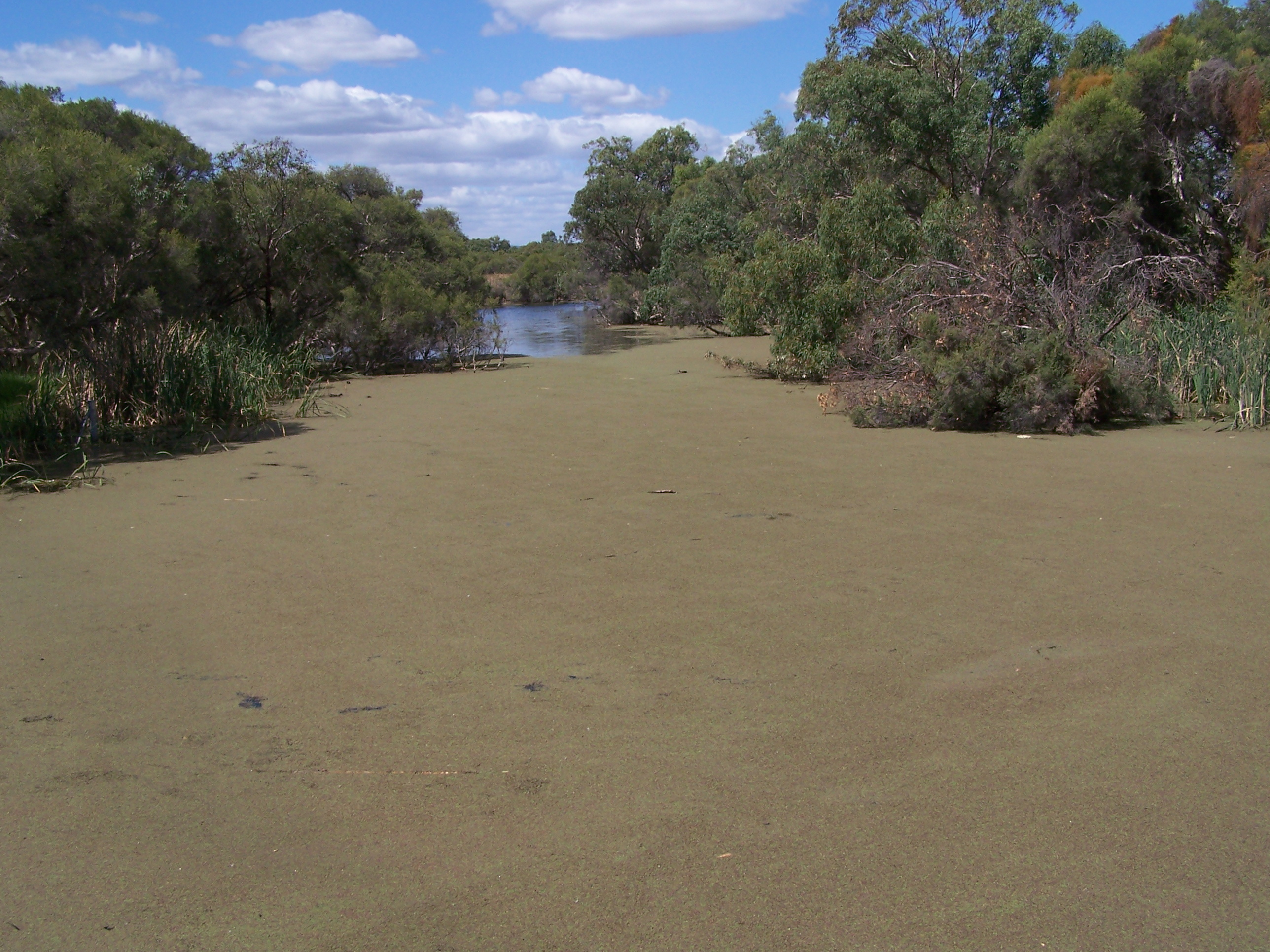
L'algue Kalodinium micrum peut couvrir la totalité de la surface de l'eau et bloquer la pénétration de la lumière (Canning River, Australie).

Les effets d'un enrichissement en nutriments sont plus ou moins visibles et graves selon le milieu qu'elle affecte. Une partie de ces effets est réversible, et une autre définitive (c'est par exemple le cas pour le processus d'accélération de la transformation des zones humides ou lacs peu profonds en marais, puis en prairie ou en mégaphorbiaies et finalement en forêt. Le comblement d'une mare ou d'un marais peut être fortement accéléré par l'apport de nutriments « artificiels », avec d'autres facteurs connexes à l'occupation humaine à prendre en compte, dont la présence d'arbres au-dessus de l'eau (source de feuilles mortes) ou l'absence du spectre faunistiques naturel de l'eau et des berges qui se nourrissait dans l'eau tout en exportant les nutriments (par exemple, amphibiens, canards ou élan mangeant des algues, des invertébrés et des plantes aquatiques, par dizaines de kilogrammes par jour dans le cas de l'élan). L'atterrissement d'une petite mare en sous-bois peut se faire en quelques décennies, alors que les lacs naturels se comblent eux en dizaines de milliers voire en millions d'années). La disparition d'une espèce si elle concerne toute son aire de répartition est également irréversible.
Les inconvénients principaux de l'eutrophisation sont la diminution de la biodiversité et de la qualité de l'eau en tant que ressource.
Elle a aussi indirectement des effets négatifs sur le tourisme (à la suite de la perte de transparence de l'eau, du développement d'algues filamenteuses et de blooms planctoniques dans l'eau, et d'une flore banale et peu diversifiée sur terre, avec souvent l'apparition d'odeurs putrides et de phénomènes d'envasement, qui sont quelques-uns des indices visibles de problèmes trophiques :
- augmentation du volume de microalgues et d'algues fixées ou en suspension[48] ;
- augmentation de la biomasse du zooplancton gélatineux ;
- dégradation des qualités organoleptiques de l'eau (aspect, couleur, odeur, saveur) ;
- envasement plus rapide et apparition de vase putride, sombre et malodorante source de méthane ;
- développement de phytoplancton ou bactéries cyanophycées éventuellement toxique ;
- développement de pathogènes par diminution de la pénétration des UV solaires (qui ont un pouvoir désinfectant) ;
- diminution d'indice biotique ;
- diminution de la biodiversité (animale, fongique et végétale) sur terre, et de la biodiversité marine en mer [49] ;
- diminution du rendement de la pêche (quoique l'effet puisse être contraire).

Parfois les algues peuvent boucher les prises d'eau, les filtres, entraver le fonctionnement d'écluses voire du moteur de petits bateaux pour les algues filamenteuses.

### Coûts économiques
Outre le gaspillage financier dû au lessivage des engrais chimiques par les pluies et le ruissellement ou à l'évaporation d'une partie des nitrates dans l'air.
À titre d'exemple :
- une évaluation a porté à 2,2 milliards de dollars (1,75 milliard d’euros) le coût annuel de l’eutrophisation par l’azote et le phosphore aux États-Unis, ceci pour les seules eaux douces et hors coûts induits par la dégradation des ressources halieutiques et zones mortes liée aux blooms planctoniques et pullulations d’algues, qui n’ont pu être chiffrés. En 2007 dans ce pays, 90 % des rivières dépassaient pour leur taux d’azote et de phosphore les seuils de l’EPA et toutes les écorégions étaient touchées. Les valeurs-seuil ont été dépassées en 2007 dans 12 des 14 écorégions. Les coûts pris en compte sont ceux des pertes d’usages récréatif et de valeur immobilière des berges de lacs et eaux eutrophes, ainsi que les coûts d’épuration, de gestion et restauration des milieux et des coûts liés la perte de biodiversité[50]) ;
- une autre étude, conduite par 200 experts, issus de 21 pays d'Europe, a chiffré le coût des effets de la pollution azotée sur l'air, les sols et les écosystèmes, et la santé environnementale en Europe à 70 à 320 milliards d’euros par an ; soit entre 150 et 735 euros par personne et par an ; c'est plus que le double du bénéfice estimé apporté à l'agriculture[51]. Selon les auteurs, « réduire notre consommation de protéines animales -qui dépasse de 70 % les recommandations nutritionnelles- aurait un impact significatif. 80 % de l'azote utilisé en agriculture sert en effet à produire de la nourriture pour l'élevage » et moins se déplacer en véhicule polluant, et changer les pratiques agricoles permettrait d'importants progrès.

### Conséquences sur les maladies
De par ses nombreux effets sur les milieux aquatiques, l'eutrophisation peut affecter la santé (aussi bien chez l'homme que chez d'autres organismes). Il nous faut ici distinguer les conséquences de l'eutrophisation sur les maladies non transmissibles de ses effets sur les maladies infectieuses et parasitaires.
Le manque d'oxygène et la présence de composés toxiques lors d'efflorescences algales peuvent causer la mort de nombreuses espèces dans la chaîne alimentaire. L'accumulation et la biomagnification de composés potentiellement nocifs peut alors atteindre l'homme lors de la consommation de poissons et de fruits de mer ou lors de l'ingestion d'eau non potable. Ceci peut causer une intoxication (symptômes : convulsion, ptyalisme, etc.) et s'accompagner de séquelles neurologiques, voire entrainer la mort (un cas sur deux pour l'ingestion de cyanotoxines).
Les conséquences de l'eutrophisation sur les maladies infectieuses sont encore mal connues à cause d'un manque de travaux scientifiques mais surtout de par la complexité des mécanismes sous-jacents aux épidémies. Pour de faibles apports en nutriments, l'eutrophisation favorise la production primaire. Ceci peut notamment induire l'expression de facteurs de virulence par des pathogènes opportunistes et favoriser leur transmission. Ce phénomène a été notamment associé avec l'émergence de maladies fongiques chez les coraux. L'augmentation de la production primaire favorise les populations d'herbivores, ce qui a pour conséquences directes d'augmenter leur densité et de favoriser la transmission de leurs parasites. Les parasites à cycle de vie complexe qui utilisent ces organismes pour se reproduire sont alors particulièrement abondants. C'est le cas de plusieurs trématodes qui se reproduisent asexuellement dans les mollusques aquatiques. Trois mécanismes majeurs ont été avancés pour expliquer les effets positifs de l'eutrophisation sur leur transmission :
- la forte densité d'hôtes facilite la transmission du parasite ;
- l'abondance des ressources pour l'hôte lui permet de mieux tolérer les infections, ce qui allonge la durée de l'infection et revient à augmenter le nombre de parasites produits par infection ;
- l'augmentation de la productivité dans le milieu attire les hôtes définitifs de ces parasites tels que des poissons, des oiseaux et des mammifères, ce qui leur permet de boucler leur cycle de vie.

Ces mécanismes ont été avancés pour expliquer l'augmentation des cas de malformations développementales (causées par des trématodes) chez les amphibiens et de dermatites cercariennes.
Lorsque l'apport en nutriments est extrême, l'eutrophisation cause un stress général dans l'écosystème qui induit la disparition de plusieurs espèces d'hôtes et de leurs parasites. Ceci est supposé réduire la richesse spécifique de parasites dans les écosystèmes, favorisant les espèces à cycle de vie court avec le moins d'hôtes possible et les espèces généralistes, capables d'infecter une multitude d'espèces hôtes.
Cependant, il est important de mentionner que les effets de l'eutrophisation peuvent varier d'une espèce de parasite à l'autre, avec parfois des effets négatifs sur la transmission, même pour de faibles niveaux d'apports en nutriments. Plus généralement, les conséquences de l'eutrophisation sur les maladies parasitaires restent mal compris,.

## Remèdes (déseutrophisation)

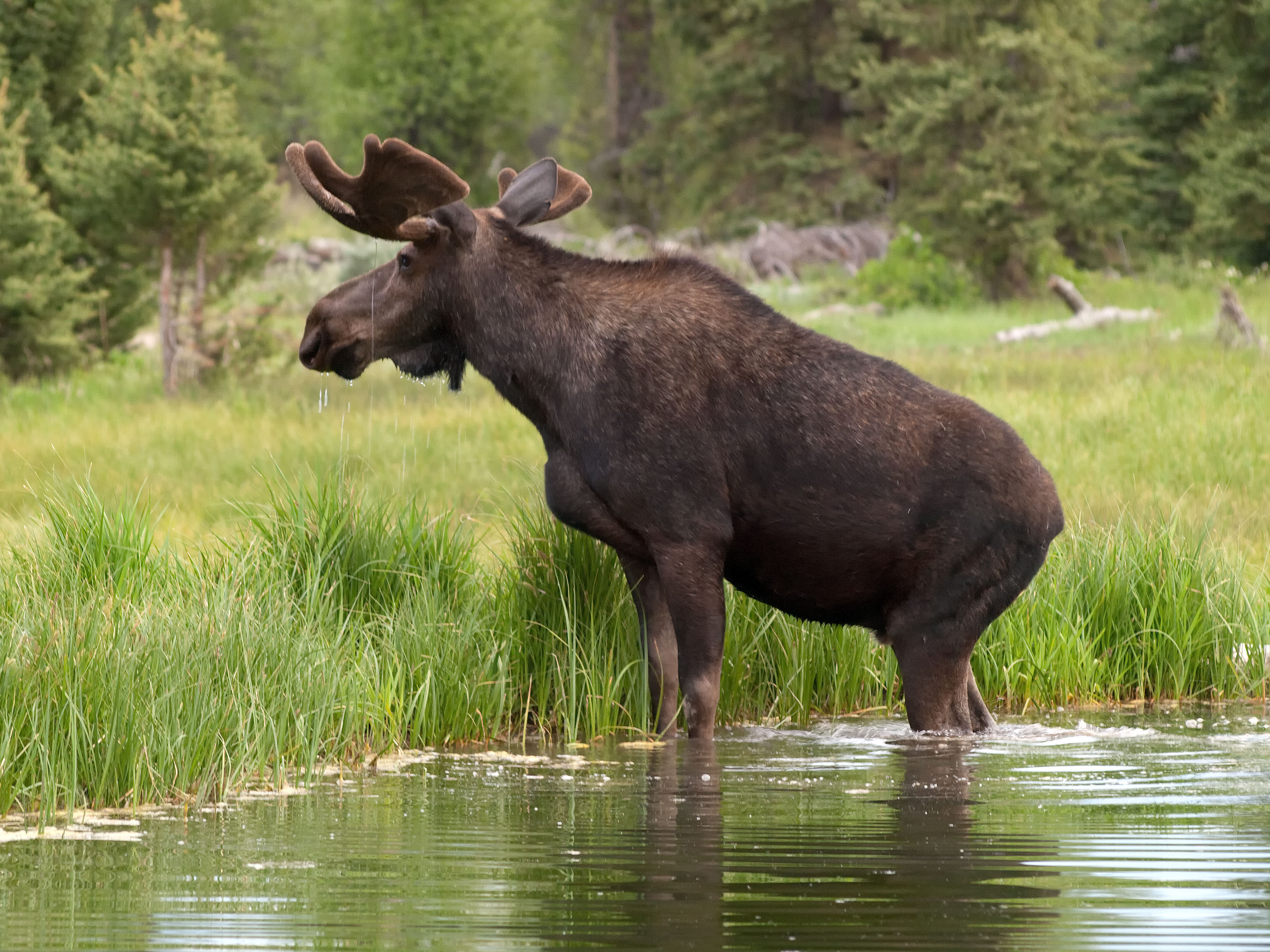
L'orignal est l'un des seuls grands mammifères capables de brouter la tête sous l'eau (ici dans un étang formé par un barrage de castors dans le Parc national de Grand Teton).
Les castors, en ouvrant des clairières tout en faisant remonter le niveau de l'eau, ont créé les conditions favorables à une haute strate herbacée appréciée des grands herbivores. Castors et élans limitent ici conjointement l'eutrophisation de l'eau (de même que les risques de sécheresse, d'inondation en aval et d'incendie de forêt)

Les symptômes de l'eutrophisation révèlent que l'apport en un ou plusieurs nutriments atteint ou dépasse la capacité immédiate des plantes et de l'écosystème à les absorber. Autrement dit : la limite des capacités auto-épuratrices des milieux aquatiques ou du sol et de l'écosystème qu'il supportent sont atteintes (momentanément ou de manière chronique).
Divers moyens de lutte et d'atténuation (« déseutrophisation ») sont nécessaires et existent, d'abord testés pour les lacs, dont en France, ; ils consistent par exemple, à :
- supprimer l'utilisation excessive d'eutrophisants en amont du bassin versant, notamment en utilisant des engrais verts (légumineuses en particulier[62]), ce qui ne règle cependant pas le problème des apports aéroportés d'azote issu d'épandages distants), tout en veillant aux respect des équilibres NPK et du rapport C/N ;
- mettre en place des cultures intermédiaires pièges à nitrates (CIPAN) ;
- diminuer l'utilisation de pesticides et leur arrivée dans les cours d'eau, car en tuant de nombreux organismes, ou en limitant la flore supérieure, ils peuvent contribuer à aggraver l'eutrophisation ou à l'induire ;
- utiliser plus rationnellement les engrais en agriculture (analyser la valeur agronomique des sols et privilégier les engrais naturels) et utiliser moins d'engrais rapidement solubles dans l'eau. Ce sont deux actions qu'encouragent en France le programme Ferti-Mieux et le projet agro-écologique pour la France, tous deux initiés par le ministère chargé de l'Agriculture, respectivement en 1991 et 2012. C'est aussi le cas de certaines mesures agrienvironnementales en Europe.
- aménager des bassins versants en y reconstituant des réseaux de bocage, talus, haies, et bandes enherbées, suffisants en taille et cohérents avec le relief et la pédologie ; le ruissellement des eaux pluviales peut favoriser l'entrainement de nutriments comme le phosphore qui seront mieux retenus si les capacités d'infiltration du sol et sa teneur en complexes argilohumiques sont restaurées ;
- protéger et restaurer des zones-tampons (idéalement combinant une ripisylve et des bandes enherbées) entre les champs et les cours d'eau[63] ; créer des zones tampons humides artificielles permettant de collecter et de dépolluer (diminution du taux d'engrais et pesticides de 10 à 75 %) les eaux de ruissellement issues des parcelles agricoles drainées avant leur retour dans le milieu naturel[64] ;
- remplacer partout les phosphates des lessives par des agents anti-calcaires sans impact sur l'environnement, tels les zéolites ;
- mieux éliminer l'azote et le phosphore dans des stations d'épuration (qui peuvent être équipées de procédés de dénitrification et de déphosphatation[65]) et de lagunage tertiaire ou fonctionner sur le principe du lagunage naturel. Le phosphore des boues d'épuration et des lisiers d'élevage peut être recyclé par de nouveaux procédés issus de la recherche[66] ;
- des systèmes de réoxygénation de l'hypolimnion et de « déstratification »[67] de la masse d'eau retenue par les barrages artificiels (ou de sous-tirage) peuvent aussi être mis en place et modélisés[68] ;

- limiter la pollution azotée non agricole, dont les NOx issus des chauffages et chaudières industrielles, et de la pollution automobile et routière ;
- utiliser des indicateurs de déseutrophisation. On cherche à mettre au point un test efficace de « déphosphatation biologique », par exemple basé sur les Acides gras volatils ou « AGV »[69] ;
- planifier à large échelle la lutte contre les blooms d'algues vertes et les marées vertes et contre le « transfert diffus du phosphore dans les bassins agricoles »[70].

Les traitements algicides ne sont pas une solution, et certains traitements à base de carbonate de calcium sous forme de craie pulvérisée ou de sable corallien sont discutés ou controversés,, car s'ils suppriment (très provisoirement) le « symptôme », ils relarguent dans le milieu une grande partie des nutriments contenus par les algues, ou facilitent l'évacuation de la vase vers l'aval, mais en déplaçant alors le problème vers l'aval, ce déplacement pouvant en outre être freiné par les plantes aquatiques.
De manière générale, il faut d'abord bien connaître le fonctionnement des cycles biogéochimiques dans les écosystèmes concernés, et donc le fonctionnement et l'état du réseau trophique ainsi que la rémanence (stock du sol et stock sédimentaire dont le rôle ne doit pas être sous-estimé,,) et l'importance des sources de nutriments (dont sources cachées ou discrètes telles que les apports d'azote via les eaux météoriques, ou les apports d'azote et de phosphore via fuites d'égouts, le drainage de zone dystrophes, des épandages illégaux ou non déclarés, etc.), que l'on commence à savoir modéliser.

## Prospective
L'azote met jusqu'à plusieurs décennies pour percoler du sol aux nappes phréatiques, et il peut remonter par capillarité avec l'eau ou diffuser horizontalement dans les nappes, sur des centaines de kilomètres.
La dénitrification et le cycle de l'azote seront influencés par la productivité végétale, par les changements de température de l'air de l'eau et du sol et par de probables changements dans les précipitations (force et distribution).
Les teneurs du sol en matière organique et les taux atmosphériques de dioxyde de carbone auront aussi une incidence sur la persistance ou le lessivage des nitrates agricoles, via les modes de travail du sol (agriculture sans labour ou avec labour, avec ou sans bandes enherbées ou zones-tampons). Les modifications pédologiques (y compris via les populations de vers de terre par exemple affectées par les pesticides ou métaux lourds). Nombre de ces facteurs seront contrôlés en partie par un probable dérèglement climatique qui aura indirectement un impact sur la dénitrification des sols. La production urbaine d'émissions azotées pourrait aussi augmenter (transport, chauffage). Certains scénarios tendanciels prévoient une augmentation du lessivage des nitrates avec des conséquences allant d'une augmentation limitée à un doublement possible des taux de nitrates dans les aquifères en 2100. Ces changements peuvent être en partie masqués par des réductions de nitrate permises par des améliorations des pratiques agricoles.
À l'issue de l'expertise scientifique collective sur l'eutrophisation menée de 2015 à 2017, les chercheurs préconisent la mise en œuvre de travaux de recherche très intégrateurs, à l'échelle des territoires, prenant en compte les hydrosystèmes, les espaces urbains et agricoles, les modes de production, d'alimentation et de recyclage, mais aussi une réflexion à partir des données issues des études scientifiques et des réseaux de suivi pour dégager les espaces à risque de demain.